# Верделлино
Верделлино (итал. Verdellino) — коммуна в Италии, находится в регионе Ломбардия, подчиняется административному центру Бергамо.
Население составляет 7186 человек (2004), плотность населения составляет 2232 чел./км². Занимает площадь 3 км². Почтовый индекс — 24049. Телефонный код — 035.
Покровителем коммуны почитается святитель Амвросий Медиоланский, празднование 7 декабря.